# Aeropuerto de Surigao
El Aeropuerto de Surigao (en tagalo: Paliparan ng Surigao; en cebuano: Tugpahanan sa Surigao)  (IATA: SUG, ICAO: RPMS) es un aeropuerto que sirve el área general de la ciudad de Surigao, situada en la provincia de Surigao del Norte en Filipinas. El aeropuerto está clasificado como un principal de Clase 2 (nacional menor) por la Autoridad de Aviación Civil de Filipinas, un organismo del Departamento de Transportes y Comunicaciones que se encarga de las operaciones, no solo de este aeropuerto, sino también de todos los demás aeropuertos de Filipinas, excepto los principales aeropuertos internacionales.
Entre las aerolíneas que operan allí se pueden mencionar:
- Cebgo	con destino a Cebú.
- Cebu Pacific con destino a Cebú.
- Philippine Airlines a través de PAL Express, con destino a Manila.